# Nicolai Lilin
Nicolai Lilin, pseudónimo de Nikolái Verzhbitski (en ruso: Николай Вержбицкий; Bender, 12 de febrero de 1980), es un escritor ruso naturalizado italiano.
La Transnistria, su región de nacimiento, hoy pertenece a Moldavia pero en el 1980 era todavía parte de la URSS. Lilin proviene de una familia con tradición y orígenes siberiano.

## Biografía
Lilin es su seudónimo de escritor, elegido en homenaje a la madre del autor, Lilia. Su verdadero nombre, reportado en el padrón italiano, es Nicolai Verjbitkii. La transcripción correcta del nombre sería, como reporta en una nota de su novela Educación Siberiana, Nikolaj, en cambio decidió optar por una italianización coincidente con aquella registrada en el padrón italiano.
Según ha contado él mismo, sus antepasados pertenecían a una gran familia siberiana de exploradores, proscritos, cazadores y mercantes, que tenía orígenes rusos, polacos, hebreos y alemanes. Siempre según él, después la revolución comunista del 1917 gran parte de su familia fue asesinada por los militares de la armada roja, dado que algunos estaban acusados de bandidaje. Nicolai recibió el nombre de uno de sus tatarabuelos, que murió fusilado en frente de sus familiares. Para huir de las persecuciones, los demás miembros de la familia se mudaron a la actual Transnistria.
Según declaró en una entrevista, Lilin habría vivido el bautismo de la guerra a los 12 años, durante la guerra civil que estalló en el 1992 entre Moldavia y Transnistria, autoproclamada independiente. Este acontecimiento, junto con el de crecer en un barrio periférico considerado difícil, debido a la alta concentración de criminalidad, le forzaron a asumir una actitud violenta, aunque él mismo nunca se ha definido como tal. Después del conflicto, en su ciudad se aplicó una ley militar que durante los siguientes años se reveló en forma de brutal represión.
Nicolai era muy cercano con los ancianos de la su comunidad, en particular con su abuelo paternal Boris, el hombre que deja su huella en algunos de los personajes más carismáticos de sus novelas. El abuelo Boris, que era de una organización criminal antigua, transmitió a su nieto las historias sobre los Urka, una casta criminal de la época zarista descrita por Nicolai en sus novelas como un pueblo de rebeldes. Pasando tanto tiempo con los ancianos, aprendió de sus enseñanzas, y luego las plasmo en las novelas, los valores de los "criminales honestos", presuntos proscritos cuya acción estaba formada por una ética, según un rígido código moral con el cual oponerse a la opresión de lo que juzgaban como el poder corrupto.
Según él mismo ha declarado, a la edad de dieciocho años prestó servicio militar en Chechenia, en las estructuras antiterroristas. Más tarde trabajo durante varios años en empresas de seguridad privada como consultor de antiterrorismo, en varias zonas de guerra, como Afganistán e Irak. A los 24 años embarcó como marinero en Irlanda.
En el 2004 se mudó a Italia. A Piemonte primero, entre Turín y Cúneo, más tarde en 2010 a Milán.
Además de dedicarse a la escritura de novelas, ha fundado un proyecto cultural en Milán llamado Kolima Contemporary Culture, y un laboratorio de diseño y tatuajes en Solesino (en la provincia de Padua) llamado Marchiaturificio. Escribe para L'Espresso, XL di Republicca y para otras revistas, además colabora con diversos artistas. Tiene un curso de escritura creativa en el IED (Institución Europea de Diseño) de Milán, colabora con la firma de ropa Happines y diseña cuchillos. Colabora también con Tadpoles Tactics - USS The University of Strategic Shooting para la realización de material didáctico e informativo.

## Literatura
Nicolai Lilin, nacido en la región de la Transnistria, escribe en lengua italiana.
En su novela, Educación siberiana (Einaudi, abril de 2009), cuenta el crecimiento y formación del protagonista en el núcleo de una comunidad criminal de origen siberiana (Urka Siberiani) ubicada en Transnistria (región de Moldavia autoproclamada independiente en el 1990, pero no reconocida por ningún estado). Con Educación siberiana, Lilin recibe los elogios de Roberto Saviano, que forja una relación de recíproca admiración. El libro ha tenido una transposición cinematográfica bajo la dirección de Gabriele Salvatores y ha sido publicado en 24 lenguas y distribuido en 26 países del mundo.
La segunda novela, Caída libre (abril de 2010) cuenta la experiencia del protagonista en la guerra de Chechenia. Caída libre consigue el Premio Minerva para la “Letteratura di impegno Civil” y el premio La Magna Capitana de Foggia.
En el 2011 publica su tercer novela Il respiro del buio (El aliento de la oscuridad) (Einaudi), en la que describe las dificultades que tiene su personaje para reinsertarse en la sociedad después de volver de la guerra en Chechenia.
En el 2012 publica su cuarta novela, Historias sobre la piel (Einaudi), seis historias que tienen como tema la práctica del tatuaje y la ética de los "criminales honestos".
En el 2014 Se publica su quinta novela, La Serpiente de Dios (Einaudi), que cuenta la historia de dos jóvenes amigos de diferentes grupos étnicos religiosos durante la guerra de Chechenia.

## Cine
La Cattleya en colaboración con Universal Pictures ha producido la adaptación para el cine de Educación siberiana, con Gabriele Salvatores como director y la participación de John Malkovich. Las filmaciones comenzaron en marzo de 2011 y la película salió en las salas cinematográficas italianas a partir del 28 de febrero de 2013. En septiembre de 2013 salió el preestreno del DVD para el semanal Panorama.

## Televisión
En el 2013 presentó el programa de reportajes Las reglas del juego en DMAX. Del 12 de julio hasta el 16 de agosto de 2013 presentó el programa Mankind - La historia según Italia 1 en Italia1.

## Controversia
Con motivo de la salida de Educación siberiana, se ha puesto en duda la veracidad del personaje Nicolai Lilin y de las historias narradas en las sus novelas, dado que el autor afirma la naturaleza autobiográfica muchos de los acontecimientos narrados han ocurrido realmente; en particular, ha sido desmentida la existencia misma de los Urka (que no serían ni una etnia, ni una tribu existente), y de los acontecimientos pseudohistóricos que la conciernen, al igual que la inexistente deportación de esta población en Ucrania (estalinistas siguieron la corriente opuesta, lo que significa que las personas fueron trasladadas por la fuerza a Siberia y no de Siberia).
El mismo autor más tarde fue obligado a distanciarse de las historias más relevantes y sustanciales descritas en el libro, como por ejemplo los combates en lugares urbanos. En particular, el autor no confirma las informaciones escritas respecto al asesinato de trece coroneles soviéticos por eso es empujado a definir la obra como un "falso libro de memorias" del cual casi nada ha sido experimentado de primera mano.
Ha habido controversia también con el supuesto alistamiento en el ejército ruso y la supuesta participación en la guerra en Chechenia (Lilin es ciudadano ruso, cuyo verdadero apellido es Verjbitkii, pero nació en Transnistria, territorio moldavo, por lo que es difícil creer un reclutamiento forzado por los rusos.  Igualmente improbable es el reclutamiento, que declaró en una entrevista para Rolling Stone, en una agencia israelí que operaba en el escenario de guerra de Irak.
No es creíble ni siquiera el collage de intensas experiencias contadas por el autor en entrevistas y conferencias: juntándolas se reconstruye la biografía de una persona que ha logrado, en 23 años de vida,  "acabar dos veces en cárcel de Transnistria y ser procesado en Rusia", para luego hacer de  "militar durante tres años como francotirador en Chechenia y otro par de años en Israel, Irak y Afganistán".
Incluso la decisión del autor de no traducir "Educación siberiana" al ruso (según el autor, como una forma de "respeto" para la gente Urka) ha avivado la controversia al respecto.

## Novelas
- Educación siberiana, Einaudi, Turín, 2009.
- Caída libre, Einaudi, Turín, 2010.
- El respiro del buio, Einaudi, Turín, 2011.
- Historias sobre la piel, Einaudi, Turín, 2012.
- La serpiente de Diosa, Einaudi, Turín, 2014.